# 羽龍屬
羽龍屬（屬名：Cryptovolans）意為「隱藏的飛行者」，屬於獸腳亞目的馳龍科，是種有羽毛恐龍，化石發現於中國遼寧省的九佛堂組，是一個由三個化石所構成的單一個體，身長為90公分，目前存放於北票市古生物博物館。羽龍的種名pauli，是以古生物學家格里高利·保羅（Gregory S. Paul）為名。羽龍與著名的伶盜龍共同屬於馳龍科。

## 爭議
在2002年，馬克·諾瑞爾（Mark Norell）等人公佈了羽龍的第一個研究，但並沒有正式地命名。
同年，西爾維婭·柯瑞克斯（Sylvia Czerkas）等人建立了羽龍（Cryptovolans），並根據化石上的原始羽毛，而將牠們歸類於鳥類；羽龍的鑑定特徵還有：骨化胸骨、第三指與相接的一節掌骨。柯瑞克斯所發現的一些原始羽毛，其實是附著在後腿上的。這點與其他鑑定特徵，也在小盜龍身上發現。在2005年，Feduccia等人提出羽龍是小盜龍的次同物異名。由於小盜龍較早被命名，如果這個分類被採納的話，羽龍這名稱將遭到廢棄。但是，其中一個化石的尾巴比例，較小盜龍的尾巴長。

## 飛行能力
羽龍因為牠們是已知第一個擁有非對稱羽毛的恐龍而著名，這些原始的飛行羽毛分布於羽龍的前肢與後肢。
在2002年，柯瑞克斯判斷羽龍的羽毛只位在前肢與手部。在他的著作《Feathered Dinosaurs and the Origin of Flight》中，柯瑞克斯指出諾瑞爾的研究有誤，羽龍的後腿並沒有羽毛。但從小盜龍的數個標本顯示諾瑞爾的說法才是正確的。柯瑞克斯後來在他的著作中更正這個錯誤。
柯瑞克斯也認為諾瑞爾將馳龍科歸類於鳥類的分類法有誤。但諾瑞爾的鳥類定義較接近於鳥翼類的範圍，其中也包含了羽龍。
羽龍被認為擁有比始祖鳥更好的飛行能力，而始祖鳥通常被認為是已知最早的鳥類。羽龍擁有一個胸骨與具有鉤突（Uncinate process）的肋骨，而始祖鳥缺乏這些現代鳥類的特徵。羽龍的飛行能力，顯是馳龍科可能是個基礎鳥類生物群，而晚期較大的物種如恐爪龍，可能失去了飛行能力。這個理論目前的證據是不確定的，羽龍身上的類似現代鳥類羽毛可能是獨自演化出來的。無論馳龍科是鳥類的姐妹分類單元，或是鳥綱的成員，有明顯的證據顯示馳龍科屬於手盜龍類，而且是獸腳類恐龍；但有些研究人員，例如柯瑞克斯（2000年），認為鳥類是早於獸腳亞目的恐龍，而馳龍科是無法飛行的鳥類。目前的共識是沒有足夠證據可研判馳龍科的氣動性能力，是否從相同的祖先演化而來。在2003年，徐星等人的研究提出基礎馳龍科可能是種小型、樹棲、可滑翔的動物。艾倫·透納（Alan Turner）等人在2007年的研究則認為馳龍科的祖先無法飛行或滑翔，但可知牠們的體型小，約65公分長，重量為600到700公克。

## 外部連結
- A model of Cryptovolans pauli by Boban Filipovic